# Ривароло-Канавезе
Ривароло-Канавезе (итал. Rivarolo Canavese, пьем. Rivareul) — коммуна в Италии, располагается в регионе Пьемонт, в провинции Турин.
Население составляет 12 307 человек (2008 г.), плотность населения — 381 чел./км². Занимает площадь 32 км². Почтовый индекс — 10086. Телефонный код — 0124.
Покровителем коммуны почитается святой апостол Иаков Зеведеев, празднование 25 июля.

## Демография
Динамика населения:

## Администрация коммуны
- Официальный сайт: http://www.rivarolocanavese.it

## Известные уроженцы
- Палма, Алерино (1776 −1851) — итальянский революционер и филэллин, юрист, писатель.